# 05式微声冲锋枪
05式微声冲锋枪（QCW-05，QCW为源自官方翻译的拼音「轻武器—冲锋—微声」（Qīngwuqi Chōngfēng Wēishēng）的类别代码，照正常而言的拼音是「2005式微声冲锋枪」（Wēishēng Chōngfēng Qiāng, 2005），亦简称05式冲锋枪，以下简称为QCW-05），是一款由中国人民解放军208研究所和解放军重庆市中国南方工业集团公司旗下的建设工业集团总公司，為中国人民解放军和中国人民武装警察部队而设计，并且由中国南方工业集团公司所生产制造的5.8毫米口徑犢牛式微声冲锋枪，发射DCV05式5.8毫米中国口徑微声手枪子彈。

## 歷史
2001年10月，建设工业（集团）总公司（為中国兵器装备集团所拥有的）获得了解放军下达研制及生产下一代新型微声冲锋枪的订单。该计单为军方成立的“国产5.8毫米口径微声冲锋枪系统项目组”的一部分，项目包括：
1. 5.8毫米口径微声冲锋枪
2. 5.8毫米口径微声子弹
3. 白光瞄准鏡和微光瞄准鏡

四个子系统，用以取代中国人民解放军的79式衝鋒槍和85式微声冲锋枪。击败其它竞争对手（包括CF-05）的原因，是它易于制造和操作。
2005年北京國際警用裝備博覽會上，建设展示其最終成品（后被授予QCW-05的编号）：犢牛式，反沖作用，開放式槍栓操作的冲锋枪，形態和95式突击步枪極為相似，發射5.8×21毫米手枪子弹。
2006年MILIPOL博覽會，一种警用及出口版本的QCW-05以「JS 9毫米冲锋枪」之名向公众公开展示。目前已改称为CS/LS2型冲锋枪，在设计上是发射9×19公釐帕拉貝倫彈。
QCW-05设计目的是作為解放军的非前线戰鬥人員，例如车辆乘员和机组人员的個人防衛武器，因为他们通常不会在密闭之处携带和使用火力强大、但同样的较笨重的突击步枪；同时，亦用作特别的作战单位，例如中國人民解放軍特種部隊和中国人民武装警察部队的武器。

## 设计特点

QCW-05的50發四排可拆卸式彈匣原理圖。

QCW-05是一款采用了犢牛式（英語：Bullpup）设计的微声冲锋枪，能够选择半自动或全自动射击。QCW-05的重量很轻，可归功于其小型铝制機匣和由聚合物构成的外殼，这也使該枪能够实现大量生产。

### 結構
該枪在整体结构上是以95式突击步枪（QBZ-95）的结构为蓝本，但改用了開放式槍栓和惯性闭锁工作原理。枪栓使用了半包络枪管式结构，使全枪質心接近手槍握把。手槍握把上装有的握把式保險可减低因跌落造成走火的机会。
位于機匣上方的固定型提把是铝制品，和95式突击步枪（QBZ-95）一样是为是方便携带、瞄准以及装上光学瞄准镜。
位於左侧手槍握把上方的快慢機可在握紧手枪握把后，只用拇指就能够轻松地调整发射模式；快慢机可调整为安全（0）、半自动射击（1）和全自动射击（2）。

### 子弹
QCW-05所使用的子彈是DCV05式5.8毫米微声手枪子弹，属于亚音速的子弹；发射时，槍口端面所引发的噪音值为116分贝，比85式微声冲锋枪稍低11分贝。
QCW-05的槍口初速只有321米／秒（1,053.15英尺／秒），但其有效射程依然达到200公尺（218.72码）。
DCV05式能够在150米能穿透钢盔，200米以内连发射击的散布面，比95B式突击步枪（QBZ-95B）要小。
QCW-05的射速较高（900发／分钟），以确保其作战时的火力压制性能；从招标的一开始就已强调解放军的武器，包括必需設計得轻巧在內的冲锋枪的要求。如果把消声器移除，QCW-05就会变成QCQ-05，同时可发射DAP92式5.8毫米普通手枪子弹以及DCV05式5.8毫米微声手枪子弹。

### 消声器
一个特制的可拆式金属制圆柱型消声器可以装在槍管的前端。
QCW-05的设计上是专为一般军事用途，而消声器亦不是只用于其一个专门的用途：降低其噪音这样简单，其设计上的另一个要求是要用作重心点平衡器，使得其重心点放在QCW-05的手枪握把附近；这种类似的冲锋枪用消声器的设计概念，还有美國的MAC-10系列。
这就是为什么消声器在设计上可以移除，变成QCW-05的其中一个衍生型：05式轻型冲锋枪（以下简称为QCQ-05）的时候，其重心点会完全倾后。

### 供弹具
QCW-05的供弹方式是由特制可拆式全弯曲型四排可拆卸式弹匣（这是解放军提出的另一个要求），有50发或100发两种，装弹位置在冲锋枪的后面。弹匣底盖开了漏沙孔，以确保其可靠性；后方亦开了5个小孔，以便射手可以快速的检视子弹存量。

### 缺陷
QCW-05和大部份犢牛式枪械有相同的缺点，例如：

#### 瞄准基线過高
射手以左手控制扳机时，抛壳口将贴近射手脸部，射击时，士兵的脸可能直接被排出的高温的弹壳及火药气体所灼伤。
加上來自QBZ-95机匣上方的提把式瞄準具，亦导致瞄准基线過高；在卧姿射击的时候，会导致使用者暴露。
由于四排可拆卸式弹匣的宽度较大，加上弹匣与握把之间的距离也太近，因此射手可能会感到弹匣硌手，在用某些姿势射击时手臂会很不舒服。

#### 弹匣托弹簧簧力過大
大容弹量供弹具在增加了装弹量同时，也带来了弹匣托弹簧簧力较大的不足，战士手工装弹十分困难，实战条件下更换供弹具也影响战斗射速。
QCW-05在部队使用过程中，遇到装弹问题后，科研部门专门设计了一套部队条件下使用的装弹器，装弹问题才迎刃而解。

#### 喷塑层容易磨损
QCW-05的弹匣采用了喷塑的表面處理方法，塑料涂覆层的硬度与机匣的硬质氧化膜硬度相差很远。
长时间使用后，喷塑层的磨损可能会使弹匣与弹匣仓间产生间隙。在连发射击时，由于间隙造成的弹匣抖动影响枪弹的供弹线路，可能引起顶弹等故障。

#### 扳机引力過大
QCW-05是自由枪机式武器，击发动作由枪机完成，为确保限制与解脱枪机可靠，扳机引力设计得较大（一般约为30 牛頓，QBZ-95的扳机扣力为18～28牛頓），不但手指容易疲劳，也较难以提高射击精度。此外，由于握把保险刚好位于虎口处，长时间按压容易造成手部疲劳。若果在连发射击过程中突然松开握把保险，会造成枪机与阻铁卡死。

#### 握把与弹匣之间的距离過小
全枪较短虽使QCW-05具有结构较紧凑的优点，但亦导致握把与弹匣之间的距离较小，身高臂长的射手据枪时，弹匣会硌到手腕部位。
由于各项指标已经确定，因此克服这个问题比较困难。

#### 消声筒分解困难
消声筒是QCW-05起消声作用的主要部件，长时间射击后在各消声碗之间会堆积大量的火药残渣。这些火药残渣不但会腐蚀铝合金组件，而且会填充到消声筒与消声碗及消声筒盖之间的间隙中，导致分解更为困难。但目前仍然没有找到一种有效的溶剂，既不损伤消声筒表面镀膜，又能方便快速地清除火药残渣。

## 衍生型
QCW-05有两种衍生型，分别是05式轻型冲锋枪（QCQ-05）和CS/LS2型冲锋枪。

### 05式轻型冲锋枪

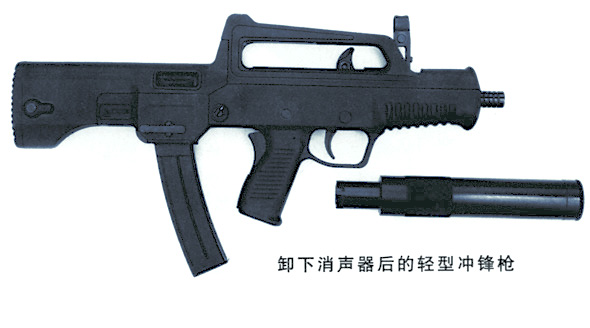
05式轻型冲锋枪（QCQ-05）和其消声器。

05式轻型冲锋枪（QCQ-05，QCQ为源自拼音「枪—冲锋—轻型」（Qiāng Chōngfēng Qīngxíng）的类别代码，照正常而言的拼音是「2005式轻型冲锋枪」（Qīngxíng Chōngfēng Qiāng, 2005））是QCW-05的移除消声器版本。
QCQ-05可发射DCV05式5.8毫米微声手枪子弹及QSZ-92-5.8的DAP92式5.8毫米普通手枪子弹两种子弹。虽然QCQ-05没有装上消声器，但是QCW-05的消声器仍然能够装上QCQ-05，以使其变回QCW-05。

### CS/LS2型冲锋枪
CS/LS2型冲锋枪（前称：JS 9毫米冲锋枪）的外型较小，和05式微声冲锋枪有所不同（例如机匣上方移除了提把式瞄準具），这样设计是為了有利出口海外的軍警市場。
CS/LS2型能夠发射9×19公釐帕拉貝倫彈或DAP92式9毫米普通手槍子彈，另外也特別設計為使用跟HK MP5冲锋枪一样的15、30发可拆卸式彈匣。

## 使用國
- 中华人民共和国
  - 中國人民解放軍特種部隊
  - 中國人民武裝警察部隊
  - 公安特警单位

## 流行文化

### 电视剧
- 2013年—《我是特种兵之火凤凰》
- 2015年—《特警力量》

### 電子遊戲
- 2008年—：型號為05式微聲衝鋒槍，使用50發的四排彈匣供彈。該槍在遊戲文件中被命名為“Type05JS”.
- 2009年—：型號為05式微声冲锋枪，為中国人民解放军陣營武器之一。
- 2010年—：型號為05式微声冲锋枪，命名為「Nianshi 500」。
- 2010年—：型號為05式微声冲锋枪（英文卻誤稱為QCQ05），為醫療兵的可選用武器之一。港台地區於2011年1月26日推出。
- 2013年—：型號為05式轻型冲锋枪，命名為「JS2」（中文版則命名為「JS2衝鋒槍」），發射9×19mm子彈，被歸類為個人防衛武器，載彈量30+1發，初始攜彈量為102發（單人模式），最高攜彈量為306發（單人模式），槍身印有「中国特种部队」的字樣，奇怪地以CS/LS2型的連戰術導軌“平顶式”机匣取代了提把式瞄準具，預設機械瞄具也是來自CS/LS2型，而且以開放式槍栓運作卻可在膛室內多裝一發子彈（即所謂的“+1”）。單人模式之中由中国人民解放军和昆崙山監獄的獄警所使用，亦被美国海军陆战队精英小隊「墓碑」隊長丹尼爾·雷克（Daniel Recker）與同隊隊員愛爾蘭人（Kimble“Irish”Graves）、前俄羅斯聯邦武裝部隊總參謀部情報局（GRU）特務迪米特里·“帝瑪”·馬雅柯夫斯基（Dimitri“Dima”Mayakovsky）所繳獲；多人聯機模式時為「工程兵」（Engineer）的解鎖武器包武器之一，於達到48,000點個人防衛武器得分時才能解鎖，並可以使用土狼、雷射瞄準器、制動器、稜鏡（放大3.4倍）、手電筒、防火帽、HD-33、LS06消音器、JGM-4（放大4倍）、斜視金屬瞄準器、重型槍管以及六件戰鬥包附件（ACOG（放大4倍）、FLIR（紅外線放大2倍）、全像、消光器、綠點雷射瞄準器、紅外線夜視鏡（紅外線放大1倍）、眼鏡蛇、M145（放大3.4倍）、PBS-4消音器、雷射／燈光組合、PKA-S、PK-A（放大3.4倍）、PSO-1（放大4倍）、R2消音器、反射式、消音器、戰術燈、三光束雷射當中之六）。
- 2015年—《小兵步槍》：型號為QCW-05，命名為「QCW-05」，使用50發四排彈匣供彈，並裝有消音器。
- 2017年—《硝云弹雨》：型号为05式轻型冲锋枪，作为狂战士职业初始武器之姿出现，命名为“眼镜蛇”，使用50发四排弹匣供彈却只装填35发弹药。
- 2018年—《荒野行動》

## 資料來源
1. 1 2 3  . Sina.com. 2006年8月30日  [2007年8月18日]. （原始内容存档于2007年3月5日） （中文）.
2. 1 2  . Sinodefence.com. 2007年2月9日  [2007年8月21日]. （原始内容存档于2007年8月19日）.
3. ↑  .   [2007-08-21]. （原始内容存档于2007-08-22）.
4. ↑  . Kaifeng Public Security Department. 2006年9月24日  [2007年8月18日]. （原始内容存档于2007年12月14日） （中文）.
5. ↑  . Armsky.com. 2006-08-30  [2007-08-21]. （原始内容存档于2007-03-17） （中文（简体））.

## 外部連結
- （英文）—Modern Firearms—Type 05 5.8mm / JS 9mm submachine gun（页面存档备份，存于）
- （英文）—Weapon.ge—Type 05 / QCW-05
- （英文）—Security Arms—JIANSHE GROUP INDUSTRIES QCW-05 - TYPE JS 5'8x21mm/9x19mm sub-machinegun system（页面存档备份，存于）
- （英文）—Military-Today.com—QCW-05 Submachine Gun（页面存档备份，存于）
- （英文）—Chinese Infantry Heavy Weapon & Small Arms | China Defense Mashup
- （英文）—The Truth About Guns.com—Personal Defense Weapons (PDW): A Solution in Search of a Problem?（页面存档备份，存于）
- （英文）—Tactical-Life.com—Top 5 Submachine Guns Used by China's Military and Police（页面存档备份，存于）
- （简体中文）—D Boy Gun World（槍炮世界）—QCW05式冲锋枪（页面存档备份，存于）
- （简体中文）—《现代军事》2012年第7期－我用国产新型05式微冲

- Chinese CS/LS2: A Modern Bullpup SMG with no Redeeming Qualities（页面存档备份，存于）